# アメリカザリガニ
アメリカザリガニ（学名：Procambarus clarkii）は、エビ目（十脚目）ザリガニ下目アメリカザリガニ科に分類されるザリガニの一種。

## 形態
背筋が伸びて大きなはさみが目立つという、いわゆるザリガニ型の形をしたエビで、日本産の淡水エビでは珍しい形をしている。全体的に赤みが強い。成体の全長は通常8㎝前後だが、時に10㎝を超えるものもある。頭部の尖角（acumen）は短く、尖角基部の額角棘は一対2本。
エビ類では5対10本の脚の内のどの脚が巨大化するかということに差があるが、ザリガニ類の場合は第1脚が巨大化し、これはは本種も同じである。第1脚および頭部には多数の棘がある。なお、第2脚と第3脚も先端ははさみ状になっている（専門用語では鉗脚という）が、第1脚と比べると大きさは明らかに小さい。雄成体の第1脚のはさみの大きさには脱皮ごとに周期性があり、繁殖期のものはより大きくなるという面白い性質がある。また、繁殖期の雄は第3脚と第4脚基部にできる突起が非繁殖期と比べて大きくなるという。
胃にはクチクラ繊維が角化し、炭酸カルシウム等が沈着した胃歯が存在する。臼歯と形態が似ているが、外胚葉性の分泌物がなぜ臼歯と似た形態になるのかは判明していない。

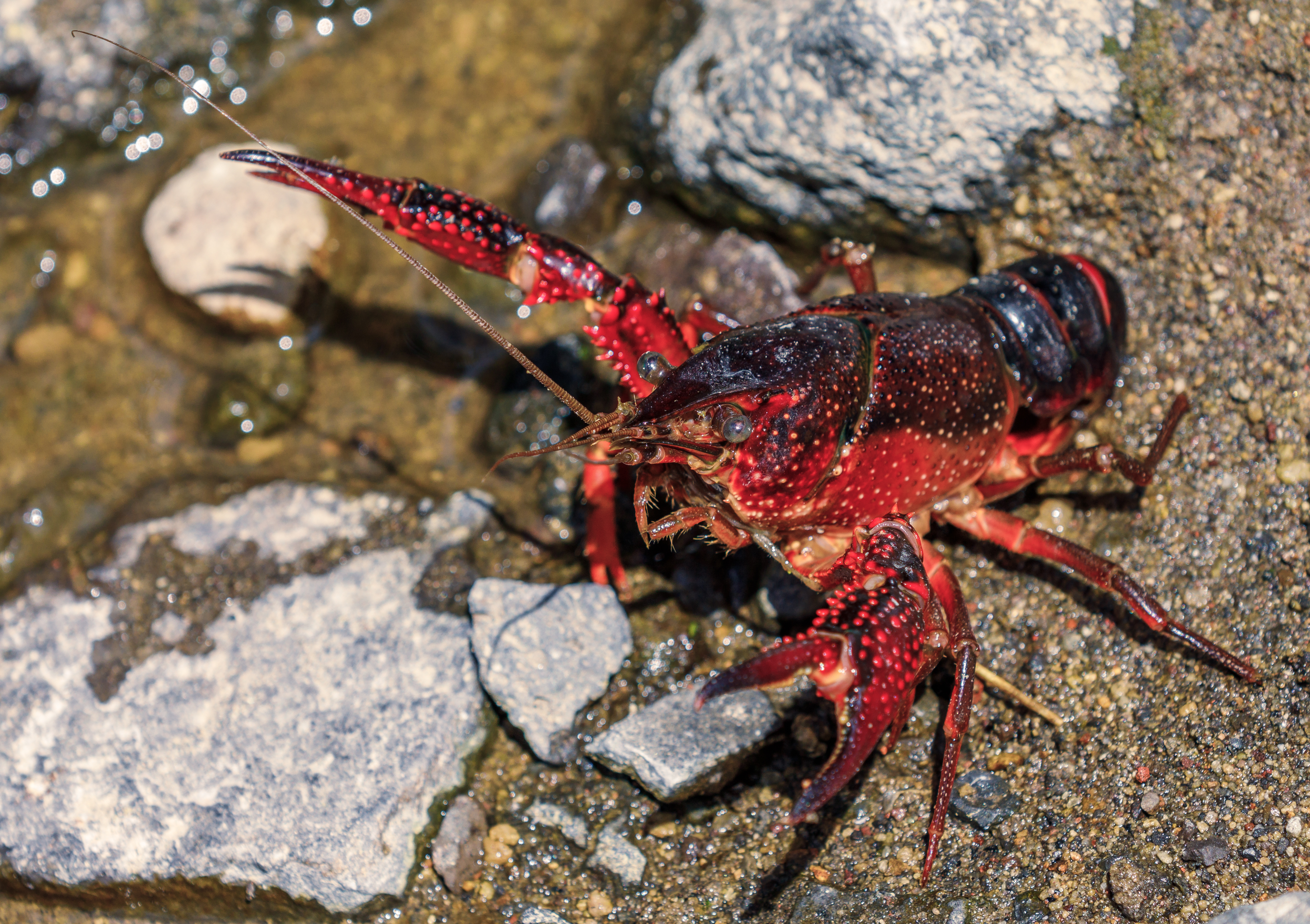
はさみと頭部胸部の赤い斑点（棘）がよく目立つ
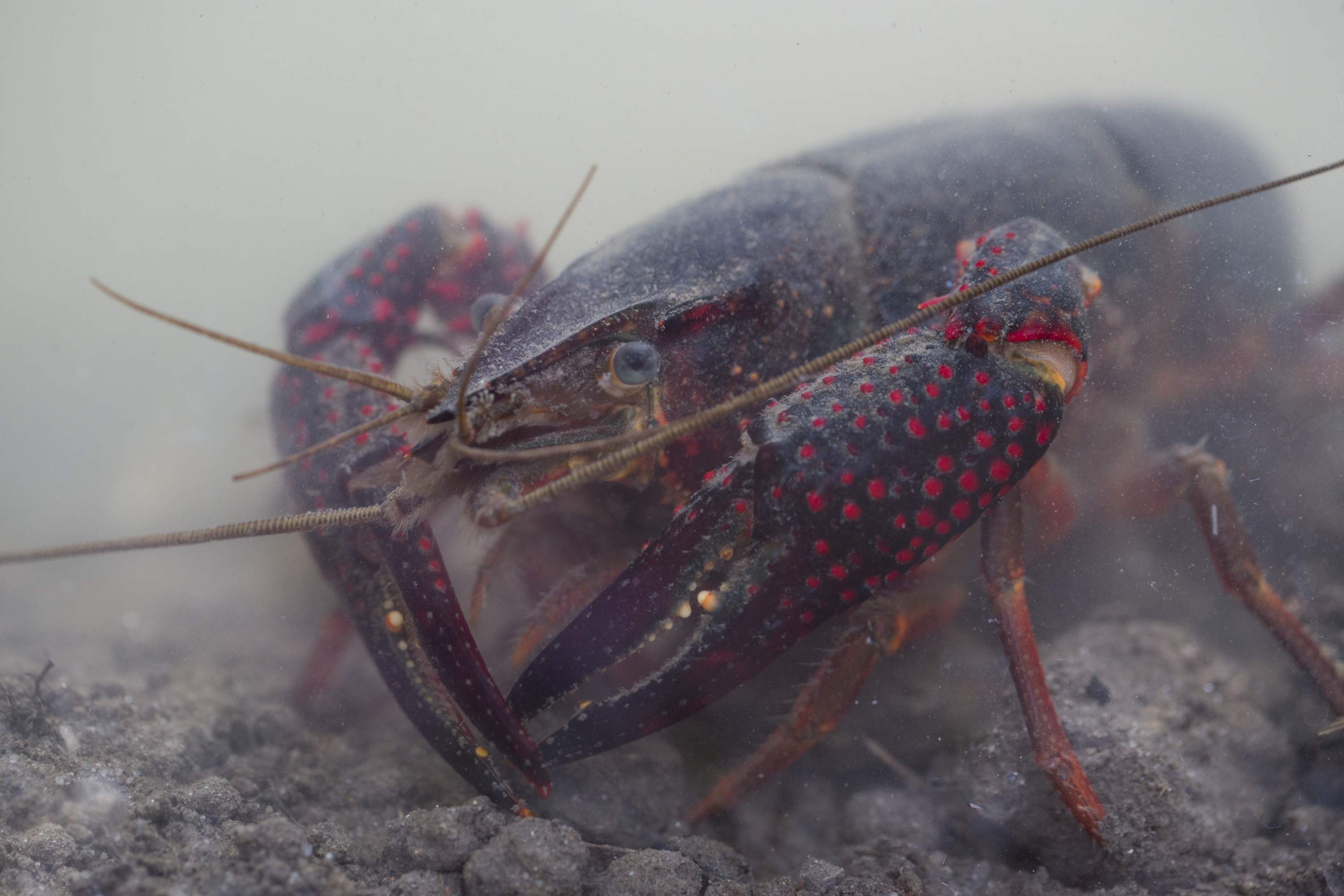
頭部の尖角は短い

### 類似種
アメリカザリガニ科の中では胸部のAreolaの接合部分の閉じ具合が違い、本種の場合は閉じていることで見分けられる。アジアやヨーロッパの他のザリガニ類との識別では性器の観察も重要である。

## 生態
水深が浅くて流れの緩い泥底の環境に多く生息し、流れの速い川には生息しない。巣穴を作り隠れている。亜熱帯の湿地原産の種であるために高水温にはよく耐える。低温耐性や乾燥耐性もそこそこあり、条件が悪い時期は穴を掘って休眠する。
埼玉県の休耕田における観察では巣穴は大きく分けて2種類、全長10㎝程度の比較的浅いものと数十㎝以上時に1m近くにもなるものが見られた。前者は温暖で湛水されている活動期のもの、後者が休眠期用のものと見られる。埼玉県での観察事例では巣穴の形状はいずれも単純なものであるが、複雑な形状の巣穴もあるという。
湿地に穴を掘って生息し、夜になると出歩いて餌を探す。雨天では日中もしばしば活動し、岸辺に上陸して動き回る姿も見られる。冬は穴に潜んで冬眠する。水質汚染にも比較的強い。ザリガニ共通の特徴として、えらが濡れていれば空気中からも酸素を取り入れられる。
繁殖能力が高いことも特徴の一つである。交尾は腹側を合わせるようにして行われる。産卵数は200個から400個程度で、産卵後は雌の腹肢に付着し、孵化するまでは雌が守る習性がある。産卵数は海産のエビ類、例えばクルマエビ類が数十万粒産むのに比べると比べると少ない。これは魚類でも指摘され、海水魚の方が淡水魚に比べ小さい卵を多産し、かつ産卵も水中にばら撒くように行う傾向にあると言われる。産卵数は海産のエビと比べると少ないが、ニホンザリガニと比べると多い。稚エビは孵化後もしばらく親元で過ごす。
寿命は飼育下で4 - 5年、野外では1年未満とされる。岡山県における観察では、卵から性成熟した成体になるのに必要な積算温度は約1200℃である。
動物質のものを好むが、食性は広く水草のような植物質のものから落葉のような腐植も食べる。消化管の内部に残るDNAの破片から食性を推測する試みも行われている。
天敵は大型魚類、鳥類などがよく知られている。在来種ばかりでなくオオクチバス（ブラックバス）のような外来種もアメリカザリガニをよく食べる。鳥は水辺に住む大型の鳥であるカワウ、サギ類やツル類のような種類は多くの種がザリガニを食べることが観察されている。魚食性の鳥にとっては魚と比べたときにカロリー的にはそれほど魅力のある餌資源ではない。イタチやタヌキ等にも食べられることもある。モズにはやにえにされることもある。
平衡器官として小触角の付け根に平衡胞を持つ。平衡胞は内側に感覚毛が並ぶ袋状の器官であり、外界と通じており、胞内には重みで感覚毛を刺激する役割を持つ平衡石を含む。平衡石は脱皮のたびに抜け落ちるが、砂浴び行動によって砂が平衡石として再び取り込まれる。
体表にヒルミミズ類を付ける。原産地では数種類のヒルミミズ類が確認されているが、日本のアメリカザリガニではこれまで見つかっていない。なお、日本のウチダザリガニ（外来種）から外来のヒルミミズ類が見つかっている。外来ヒルミミズが在来のニホンザリガニや他のエビ類へ与える影響はよくわかっていない。
卵菌類の一種 Aphanomyces astaciの自然宿主である。アメリカザリガニやウチダザリガニなどの北米種はこの菌に抵抗性があるが、ユーラシアのザリガニ類は一般に感受性が高く、感染による大量死が問題となっている。アメリカザリガニではメラニンを形成して病原菌の活動を抑制する免疫反応が起こり、患部には暗色の斑点が残るが、感受性種ではこの反応が弱い。やや古いが、甲殻類の免疫については高橋ら（1995）の総説論文がある。

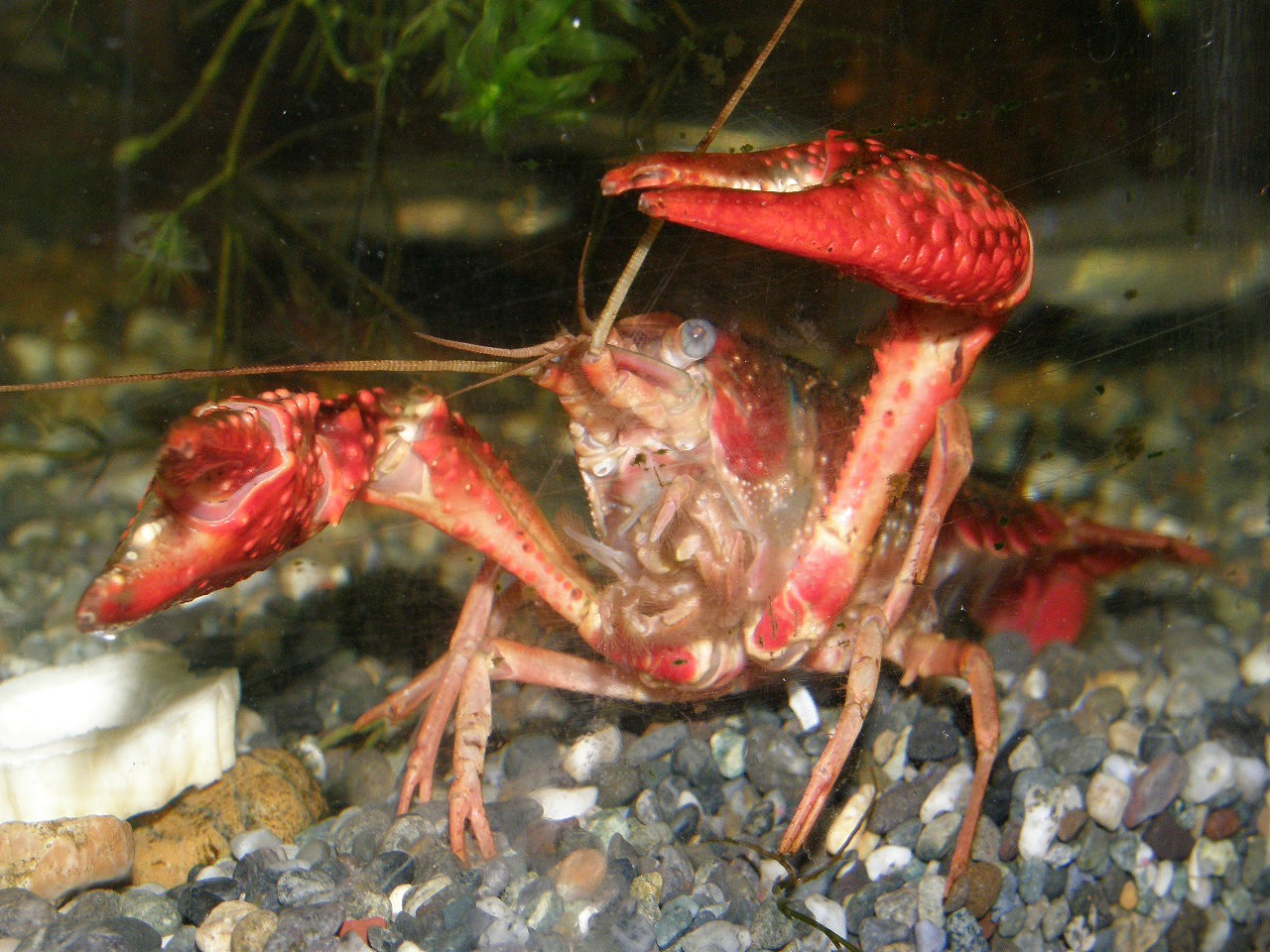
ハサミを持ち上げ威嚇するアメリカザリガニ
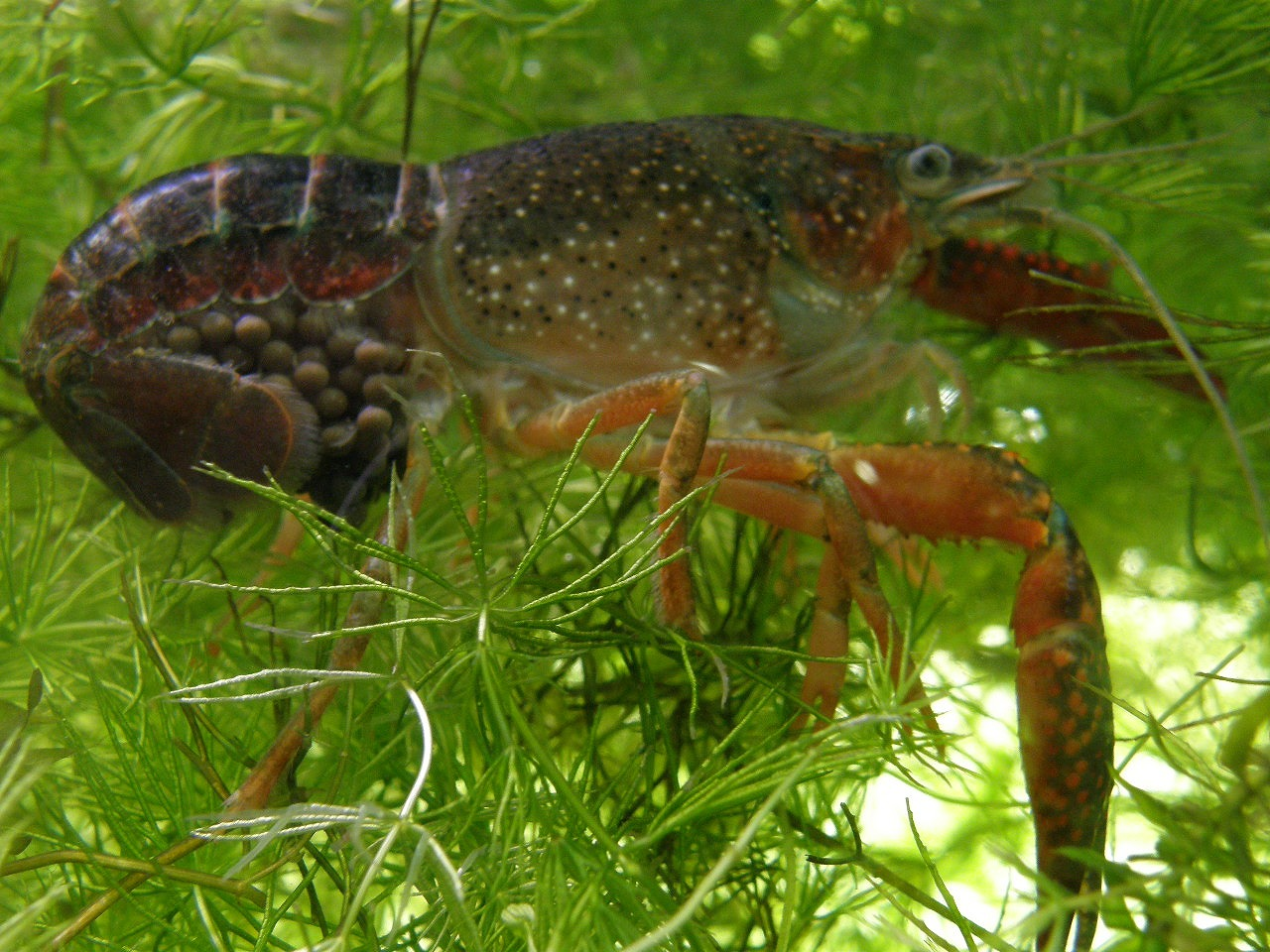
抱卵するアメリカザリガニ
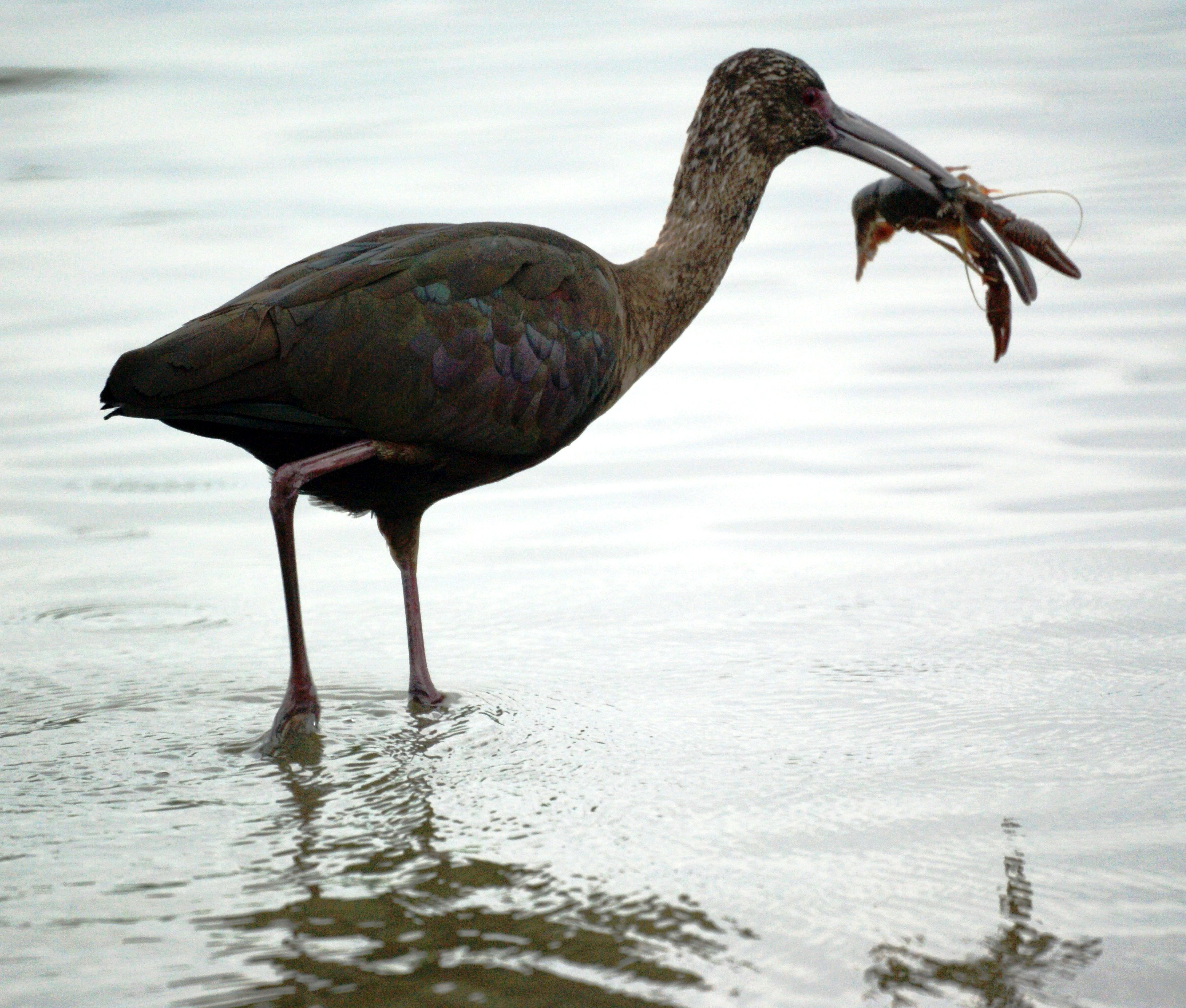
ブロンズトキに食べられるアメリカザリガニ

## 分布
北米地域、アメリカ合衆国南部のメキシコ湾岸に広く分布する。
外来種として南米、ヨーロッパ、アフリカ、アジアに定着している。日本では1927年に食用ウシガエルの餌として移入し、全域に定着、条件付特定外来生物および日本の侵略的外来種ワースト100に指定されている。

## 人間との関係

### 食用
いわゆるエビの仲間であり大型種であることから食用価値は高い。近縁種も含め食文化となっている地域は多く、本種も例外ではない。他の淡水生のエビやカニ同様、吸虫類などの寄生虫感染のリスクがあるため生食はできず、食用の際には加熱処理が強く推奨される。
原産地のアメリカ南部では一般的な食材である。旬は産卵前に当たる春先から初夏とされる。ケイジャン料理やクレオール料理では、ガンボやジャンバラヤの食材として頻繁に使われる。可食部が少なく歩留まりが悪いのが難点であるが、脱皮直後の軟らかい個体は殻まで食べることができ、softshell crayfish（軟らかい殻のザリガニ）と呼ばれる。
中華料理では小龍蝦（拼音: xiǎo lóng xiā）と呼ばれ人気の高い食材である。中国本土では21世紀に入ってザリガニ料理ブームが起きている。中国湖北省潜江市は水田の雑草駆除と兼ねて養殖しており、生産量は全国一、二位を争い「小龍蝦之郷」（ザリガニの郷）と呼ばれる。潜江のザリガニ料理レシピは128にも達し、ザリガニ博物館も設けられている。ザリガニ博物館によると、中国には1930年代、日本から江蘇省に持ち込まれ、各地へ広がった。ザリガニは中国政府による侵入外来種のリストに含まれており、かつては食べる人が少なかったが、1990年代以降に養殖技術や調理法が発達し、中国全土で食されるようになった。
中国水産学会『ザリガニ産業発展報告』（2017年）によると、中華人民共和国は世界最大のアメリカザリガニ生産国となっている。飲食店なども含めたザリガニ産業の2016年の総生産額は1,466億元（約2兆4,000億円）、産業全体の就労者は500万人近く、南京ではザリガニ料理が全飲食業の売り上げの20～25％を占めている。湖南省ではザリガニ養殖を貧困脱却の重要手段と位置づけるなど、多くの地方政府はザリガニ産業の発展を奨励・指導している。

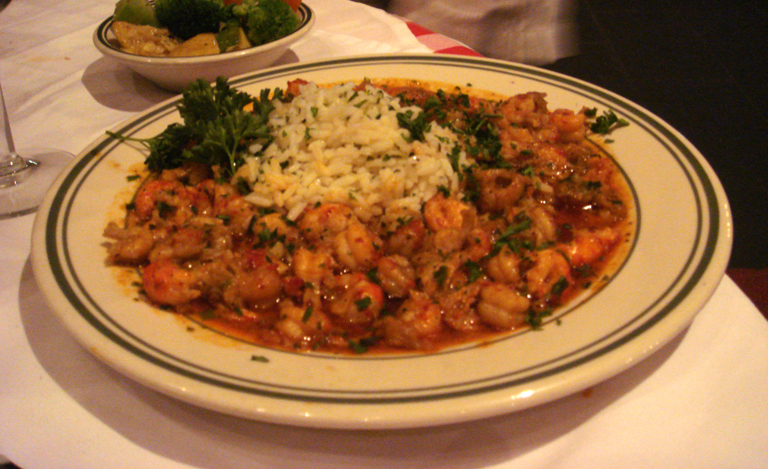
Crawfish Étouffée ザリガニの煮込みシチューとライス
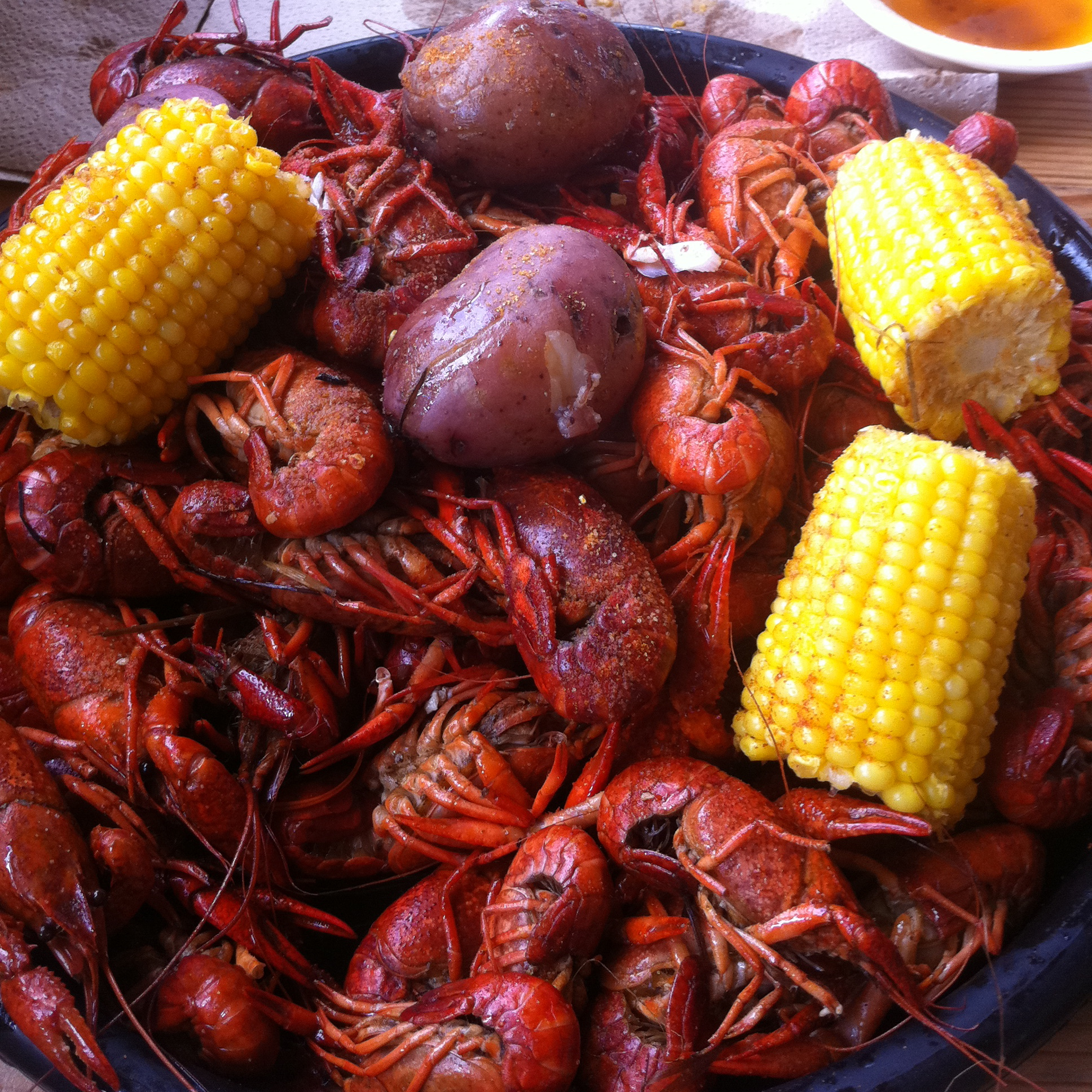
Boiled Crawfish 米国ルイジアナ州の茹でザリガニ
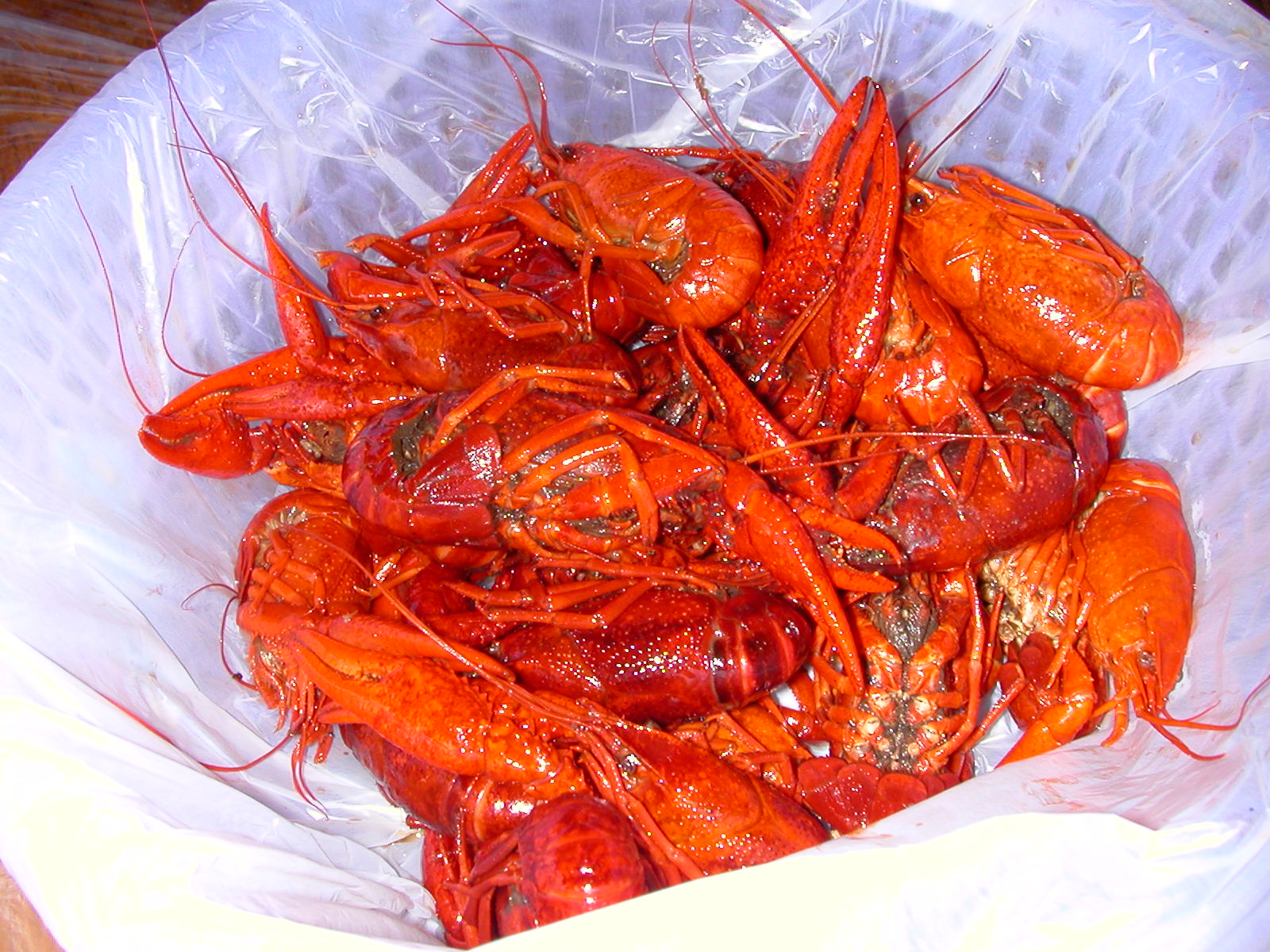
麻辣小龍蝦 （麻辣小龙虾） 湖南料理で人気のザリガニの辛味炒め

### 飼育
丈夫で飼育しやすくザリガニ釣りと合わせて、こどもの遊びの対象としてよく使われる動物である。背中が出るくらいの浅い水深で買う方法もあるが、エアーポンプを使って深い水深で管理するのが望ましい。陸地は必ずしも必要ではないが、隠れ家と適度な開けた空間が必須である。採餌方法的に水が汚れやすいために定期的に部分的な水替えを行い、底砂を入れている場合はこれも洗浄する。餌は単一のものを与え続けるよりも固形飼料や生餌を数種類用意し適宜変えながら与えると良い。共食いするので60cm水槽で2-3匹程度を目安にし、脱皮の傾向が見られたら適宜別に移す。
食用利用が普及しているアメリカや中国では養殖場もある。特に中国ではイネを栽培している水田にザリガニを放飼し、大きくなるまで育てるということも行われている。中国ではザリガニに限らずモクズガニ類やスッポンも同様に稲作の副業としてに養殖することが行われており、減農薬・無農薬農法と組み合わせることもしばしばある。
釣りは適当な棒とタコ糸があれば、糸の先にスルメや煮干しを括り付けて簡単に釣ることができる。餌は動物質のものなら何でもよく、バッタやコオロギのような昆虫類からタニシやザリガニの剥き身でも良い。
身近な生物として子供の教育にも影響を与えている。小学生を対象にした調査では実際にザリガニに触らせることは男女問わず良い経験になるといい、細かい質問では男女差が現れたものもあった。かつては日本の子供向け教科書にもよく登場したアメリカザリガニだが、要注意外来生物、特定外来生物へと指定されるにつれて記述も変わり特に野外放飼しない旨が書き加えられている場合が多いという。

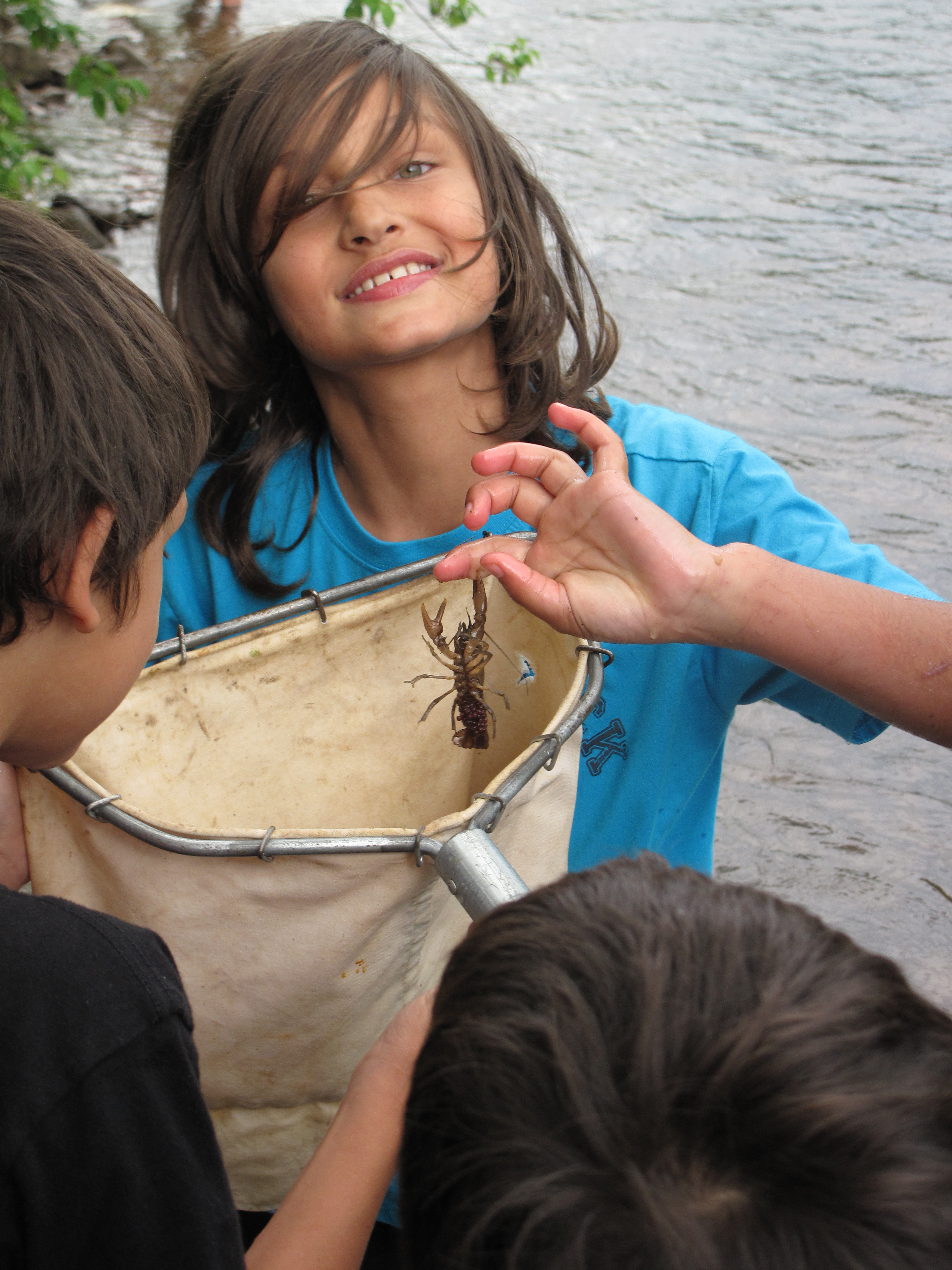
ザリガニを捕まえる子供

### 外来種問題
大型甲殻類で環境変化に強く食性も広いことから、侵入地域では農作物への影響が懸念されている。水田や湿地の有用作物にはイネ、ヒシ、ジュンサイ、ハス、サトイモなどがあるが、幾つかの作物では被害が報告されている。生態節の通り、深い巣穴を掘り畦を壊すことなども問題視される。
淡水の止水環境では多くの在来生物についてアメリカザリガニの悪影響が指摘されることが多い。特に水生昆虫、両生類、貝類、植物などは顕著である。直接的な捕食の他にも、水草を食べてしまうことによる生息環境の破壊の影響も大きい。
ゲンゴロウやタガメなどの減少には農薬散布の影響が言われることが多いが、アメリカザリガニとの競合が相当影響していると見られている。北陸地方のシャープゲンゴロウモドキ生息地では、ザリガニの侵入確認後わずか3年で絶滅に至った例があるという。トンボも大きく影響を受け、数を減らすものが大半だが、単純な環境を好むシオカラトンボなどはむしろ増加することもある。実験室環境下ではザリガニはタガメ幼虫をよく捕食し、有力な天敵と見られる。逆にタガメがザリガニを捕食することもあるが、ザリガニを食べたタガメは死んでしまう例がしばしばあるという。この理由はよくわかっていない。
溜池での事例では水を抜くことで、鳥類によるザリガニ捕食数が上がり数の減少が期待できるという報告もあるが、一方で水抜きによってザリガニの個体数が増加するという報告もある。
前述のように旧大陸各地の在来ザリガニ類に致命的な病原菌を持ち、ヨーロッパの在来種ではかなりの被害が報告されている。日本でも在来のザリガニ（いわゆるニホンザリガニ）が強感受性であることから影響が懸念されている。北海道では実際にザリガニの大量死や、病原菌の胞子が検出された流域からの個体群の消滅が報告されている。 Aphanomyces属は獣医学の分野では魚に肉腫を作る病気として有名で、「アファノマイセス症」「アファノミセス症」などと呼ばれることもある。これはザリガニの Aphanomyces astaciとは別種によるものである。
アメリカザリガニは2023年6月から「特定外来生物」に指定されている。前述の通り生態系への影響が甚大なことから2004年に成立した特定外来生物による生態系等に係る被害の防止に関する法律（通称：外来生物法、平成16年法律第78号）では本種は「要注意外来生物」に指定されたが、さらに飼育や放飼に厳しい規制のかかる「特定―」への指定は見送られた。これは本種の飼育が盛んに行われていることを鑑み、規制による飼育の放棄と野外放飼の影響を考慮したことが一因とされている。2023年改正では特定外来生物への格上げを行い、同法施行令第一条別表に"アメリカザリガニ科全種"として記載された。ただし、本種の飼育状況を考慮して従前と同じく同法施行令の附則第五条に基づき一部の規制が緩和されており、飼育および無償譲渡は認められている。同じ理由で規制が緩和されている種にアカミミガメ（通称ミドリガメ）がある。

#### 駆除
農作物被害などから駆除も行われており、トラップによる誘引、水抜き、コンクリート護岸化などの対策が提案されている。トラップ法でやる場合、餌はドッグフードが最もザリガニを集めるが、油による汚染が懸念される。籠はエビ籠がいいという結果が多いが、ペットボトルで簡単に作る方法も提案されている。
ハス田での観察ではコンクリート護岸も有効であるといい、巣穴を作らせないことが効果があると見られる。
薬剤による駆除もおこなわれるが、他の生物種も死滅するという問題がある。水田では石灰窒素が用いられる。様々な農薬のアメリカザリガニへの影響を調べた研究（農薬取締法上、アメリカザリガニの駆除に利用できないものを含む）では、有機リン系農薬には比較的感受性が高いとの報告がある。

## 呼称
和名「アメリカザリガニ」はザリガニ（ニホンザリガニ）に似た、アメリカ産のものというもので分布および分類を考慮した命名となっている。古来、日本において本来「ザリガニ」といえば、北日本に分布する固有種のCambaroides japonicusを指しており、図鑑などで「ザリガニ」が和名として通用もしていた。しかし本種が移入され広い範囲で定着したことにより、Cambaroides japonicusを指したい場合は分布地「日本」を付けた「ニホンザリガニ」と呼び分けることが多い。
方言名として「ザリガニ」の他にも多数ある。形態的な特徴から取られることが多く、カニのような大きなはさみとエビのような体を併せ持つことから「エビガニ」という名前が広く知られるほか、赤い体色に由来するものも多い。和名「アメリカザリガニ」は1940年代に与えられた名前で、それまでは「エビカニ」系の名前で呼ばれることが多かったという。